# Tournefortia intonsa
Tournefortia intonsa är en strävbladig växtart som beskrevs av Kerr. Tournefortia intonsa ingår i släktet Tournefortia och familjen strävbladiga växter. Inga underarter finns listade i Catalogue of Life.